# Теорія мотивації Портера-Лоулера
Моде́ль По́ртера-Ло́улера — комплексна теорія мотивації, що містить елементи попередніх теорій. На думку авторів, мотивація є одночасно функцією потреб, очікувань і сприйняття працівниками справедливої винагороди.
В моделі Портера-Лоулера фігурує 5 основних ситуаційних факторів:
1. витрачені працівником зусилля;
2. сприйняття;
3. отримані результати;
4. винагородження;
5. ступінь задоволення.

Відповідно до моделі Портера-Лоулера:
- рівень зусиль, що витрачаються (3) залежить від цінності винагороди (1) і від впевненості в наявності зв'язку між витратами зусиль і винагородою (2);
- на результати, досягнуті працівником (6), впливають три фактори: витрачені зусилля (3), здібності і характерні особливості людини (4), а також від усвідомлення нею своєї ролі в процесі праці (5);
- досягнення необхідного рівня результативності (6) може призвести до внутрішньої винагороди (7а), тобто відчуття задоволеності роботою, компетентності, самоповаги, і зовнішньої винагороди (7б) — похвала керівника, премія, просування за службою тощо;
- пунктирна лінія між результатами і винагородженням, що сприймається як справедливе (8) виходить з теорії справедливості і показує, що люди мають власну оцінку ступеня справедливості винагороди;
- задоволення є результатом зовнішнього і внутрішнього винагородження з урахуванням їх справедливості;

Автори цієї моделі — Лайман Портер і Едвард Лоулер — розробили комплексну процесуальну теорію мотивації, яка включає елементи теорії очікувань і теорії справедливості. У цій теорії, складові якої умовно зображено на рис. 11, наявні п'ять ключових категорій: зусилля, сприйняття, отримані результати, винагорода, міра задоволення.
Для ліпшого розуміння механізму мотивації згідно з цією моделлю розгляньмо послідовно її складові.
Досягнуті працівником результати (відповідно до моделі Портера–Лоулера) залежать від трьох змінних: витрачених зусиль (3), здібностей і характерних особливостей людини (4), а також від усвідомлення ним своєї ролі в процесі праці (5).
Рівень витрачених зусиль, у свою чергу, залежить від цінності винагороди (1) і від того, якою, за оцінкою працівника, є ймовірність зв'язку між зусиллям і можливою винагородою (2).
Досягнення необхідного рівня результативності (6) зумовлюють внутрішні (7а) та зовнішні винагороди (7б). Перші дає сама праця, вони пов'язані зі змістом і значущістю виконуваної роботи, почуттям досягнутого результату, самоповагою, спілкуванням у процесі праці. Другі — зовнішні винагороди — дає організація: заробітна плата, похвала керівництва, просування по службі тощо.
Пунктирна лінія між результативністю й зовнішніми винагородами означає лише можливість зв'язку між результатами роботи працівника та певним видом винагород. Річ у тім, що зовнішні винагороди залежать від політики і можливостей організації. Пунктирна лінія між результативністю і винагородою, що сприймається як справедлива (8), має таке пояснення: відповідно до теорії справедливості працівники мають власну (тобто суб'єктивну) оцінку рівня справедливості винагороди.
Задоволення (9) є результатом внутрішніх і зовнішніх винагород з урахуванням їхньої справедливості (8). Задоволення працівника є мірилом того, наскільки цінна винагорода насправді (1). Ця цінність впливатиме на дальшу поведінку працівника.
Значення моделі Портера–Лоулера для теорії та практики мотивації важко переоцінити. Основні положення цієї моделі засвідчують, що мотивація не є простим елементом у ланцюгу причинно-наслідкових зв'язків. Модель показує, наскільки важливо об'єднати такі складові, як зусилля, здібності, результати, винагороди, задоволення і сприйняття в рамках єдиної взаємозв'язаної системи.
Чи не найважливіший для практики управління висновок теорії Портера–Лоулера полягає в тому, що саме результативний труд дає задоволення. Цей висновок суперечить твердженням багатьох науковців, які виходять з того, що тільки задоволення людини веде до високих результатів праці, тобто що більше задоволені люди, то вони ліпше трудяться. При цьому не береться до уваги результативність їхньої праці.
Нам видається обґрунтованішим та реалістичнішим погляд, що саме висока результативність є причиною задоволення, а не його наслідком. Адже результативність — це наявність створених матеріальних і нематеріальних благ та послуг, які становлять основу задоволення потреб. Людина відчуває задоволення чи незадоволення від самого результату праці як такого. Отже, брак високої результативності праці унеможливлює задоволення людини у широкому розумінні цього слова.